# 134180 Nirajinamdar
134180 Nirajinamdar este o planetă minoră (asteroid) din centura de asteroizi. A fost descoperită pe 1 februarie 2005 la Catalina Station⁠(d) de Catalina Sky Survey. 
Obiectul prezintă o orbită caracterizată de o semiaxă mare de 2,4358373002988 UAi, o excentricitate de 0,08, o înclinație de 13,2 ° în raport cu ecliptica.